# Chrysoteuchia
Chrysoteuchia é um gênero de mariposa pertencente à família Crambidae.